# 追憶 (五木ひろしの曲)
「追憶」（ついおく）は、1987年4月に五木ひろしが発売したシングルである。

## 解説
- 1987年、第38回NHK紅白歌合戦に大トリとして出場し、この曲を歌唱。

## 収録曲
4月1日発売盤
1. 追憶（4分35秒）
作詞：阿久悠／作曲：三木たかし／編曲：若草恵
2. 笑いばなし…（3分54秒） 
作詞：大津あきら／作曲：鈴木キサブロー／編曲：丸山恵市

10月5日発売盤
- 両楽曲共に、作詞：阿久悠／作曲：三木たかし／編曲：若草恵

1. 追憶（4分35秒）
2. 花も嵐の放浪記（4分45秒）